# Raphael Reifeltshammer
Raphael Reifeltshammer (* 30. Januar 1987) ist ein österreichischer Fußballspieler.

## Karriere
Reifeltshammer wurde an der Frank Stronach Nachwuchsakademie Austria Wien ausgebildet. Er absolvierte für den Kapfenberger SV und den DSV Leoben insgesamt 14 Spiele in der zweitklassigen Erste Liga und erzielte dabei ein Tor für Leoben. Zuvor aktiv war er beim SV Neuhofen, der SV Ried, Austria Wien und Austria Lustenau.
Er war fünfmal BNZ-Meister mit Austria Wien und Staatsmeister mit der Wiener Auswahl. Mit Kapfenberg stieg er in die Bundesliga auf (Red Zac Meister).

## Privatleben
Er hat drei Brüder und eine Schwester, unter anderem Thomas Reifeltshammer, der für die SV Ried spielt.